# Spitalul improvizat
Spitalul improvizat sau Monet după accidentul de la Hanul Chailly este un tablou al pictorului francez Frédéric Bazille din 1865. Îl prezintă pe Claude Monet în pat, recuperându-se în urma unei răni la picior, pe care a suferit-o în vara anului 1865. Lucrarea se află în Musée d'Orsay din Paris din 1986.